# Iván Romero
Iván Romero de Ávila Araque (La Solana, 10 aprile 2001) è un calciatore spagnolo, attaccante del Levante.

## Carriera
Cresciuto nel settore giovanile dell'Albacete, nel 2017 si trasferisce al Siviglia, con cui trascorre ulteriori due stagioni giocando nelle giovanili, a cui aggiunge poi anche tre stagioni trascorse giocando nella terza divisione spagnola con la formazione riserve del club andaluso, con cui includendo anche i play-off totalizza complessivamente 17 reti in 48 partite di campionato giocate. Il 15 agosto 2021, in occasione dell'incontro di Primera División vinto per 3-0 contro il Rayo Vallecano, fa inoltre il suo esordio in prima squadra; nel corso della stagione 2021-2022 si alterna tra squadra riserve e prima squadra, e con quest'ultima gioca in totale cinque partite nella prima divisione spagnola, quattro partite in coppa nazionale ed una partita in Champions League.
Il 31 agosto 2022, dopo aver giocato un'ulteriore partita in prima divisione con il Siviglia nel corso delle prime settimane della stagione 2022-2023, passa in prestito al Tenerife, club di seconda divisione; realizza il suo primo gol con la nuova maglia il successivo 24 settembre, realizzando la rete del momentaneo 1-1 nell'incontro di campionato pareggiato poi per 2-2 sul campo della Ponferradina.

## Statistiche

### Presenze e reti nei club
Statistiche aggiornate al 26 novembre 2022.
| Stagione        | Squadra           | Campionato      | Campionato | Campionato | Coppe nazionali | Coppe nazionali | Coppe nazionali | Coppe continentali | Coppe continentali | Coppe continentali | Altre coppe | Altre coppe | Altre coppe | Totale | Totale |
| Stagione        | Squadra           | Comp            | Pres       | Reti       | Comp            | Pres            | Reti            | Comp               | Pres               | Reti               | Comp        | Pres        | Reti        | Pres   | Reti   |
| --------------- | ----------------- | --------------- | ---------- | ---------- | --------------- | --------------- | --------------- | ------------------ | ------------------ | ------------------ | ----------- | ----------- | ----------- | ------ | ------ |
| 2019-2020       | Siviglia Atlético | SDB             | 2          | 0          |                 | -               | -               |                    | -                  | -                  |             | -           | -           | 2      | 0      |
| 2020-2021       | Siviglia Atlético | SDB             | 18+5       | 11+1       |                 | -               | -               |                    | -                  | -                  |             | -           | -           | 23     | 12     |
| 2021-2022       | Siviglia Atlético | PDR             | 23         | 5          |                 | -               | -               |                    | -                  | -                  |             | -           | -           | 23     | 5      |
| 2021-2022       | Siviglia          | PD              | 5          | 0          | CR              | 4               | 0               | UCL+UEL            | 1+0                | 0                  |             | -           | -           | 10     | 0      |
| ago. 2022       | Siviglia          | PD              | 1          | 0          | CR              | -               | -               | UCL                | -                  | -                  |             | -           | -           | 1      | 0      |
| 2022-2023       | Tenerife          | SD              | 12         | 2          | CR              | 0               | 0               |                    | -                  | -                  |             | -           | -           | 12     | 2      |
| Totale carriera | Totale carriera   | Totale carriera | 66         | 19         |                 | 4               | 0               |                    | 1                  | 0                  |             | -           | -           | 71     | 19     |

## Palmarès

### Club

#### Competizioni nazionali
- Segunda División: 1

Levante: 2024-2025

#### Competizioni internazionali
- UEFA-CONMEBOL Club Challenge: 1

Siviglia: 2023